# Aiás (Sofoklés)
Aiás je tragédie, jejímž autorem je Sofoklés. Vznikla v 5. století př. n. l. Datum prvního uvedení hry Aiás není znám, ale mnoho učenců ji považuje za Sofoklovo rané dílo, které mohlo vzniknout mezi lety 450 až 430 př. n. l. Pojednává o válečníkovi jménem Aiás.